# Richard Thomsen

Richard Thomsen

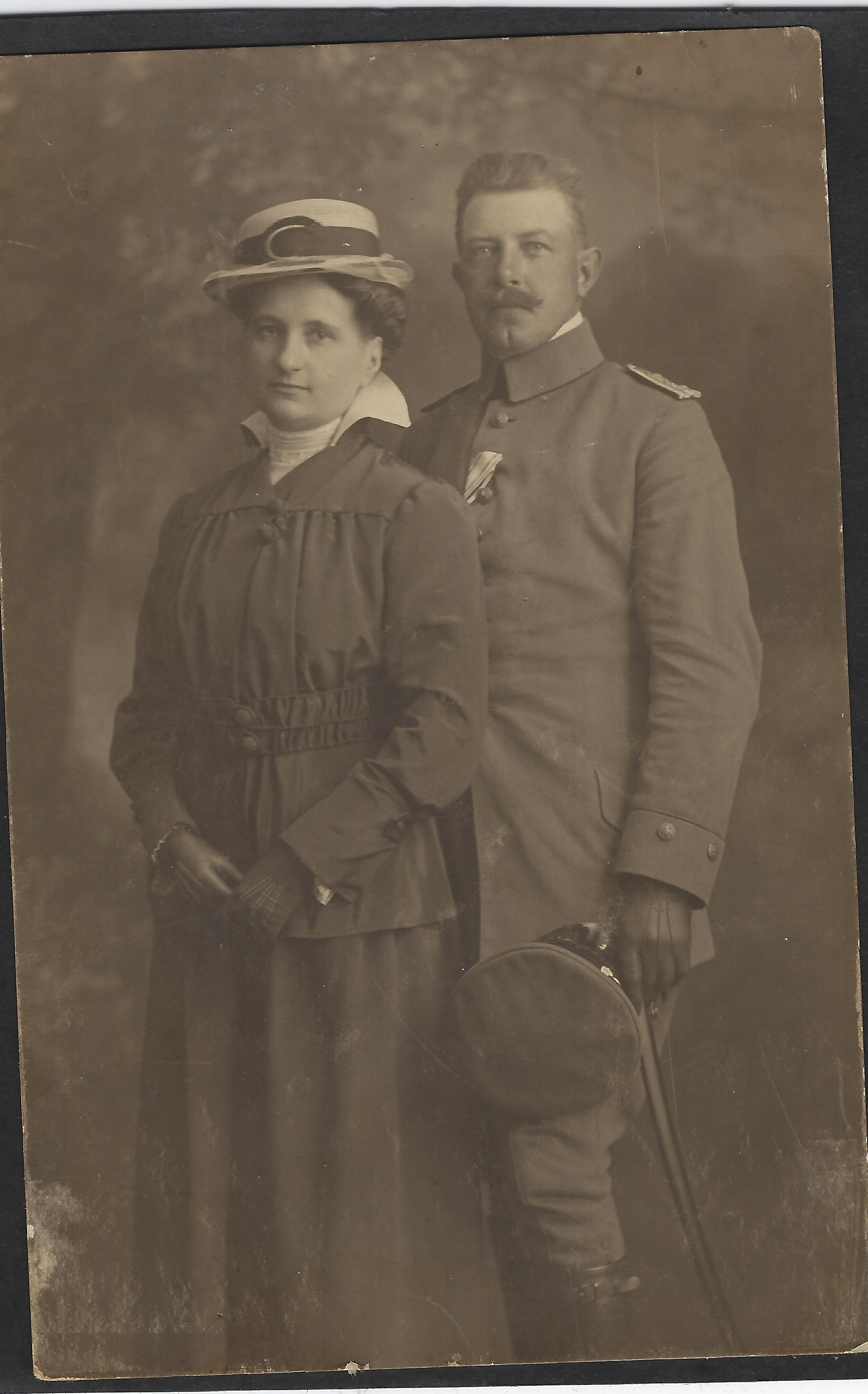
Richard Thomsen mit Ehefrau Emma Arnold.

Richard Thomsen (* 25. Oktober 1872 in Struckum; † 14. Dezember 1932 ebenda) war ein deutscher Politiker (DNVP).

## Leben und Wirken
Nach dem Besuch der Volksschule wurde Thomsen privat unterrichtet. Später wurde er an der Landwirtschaftsschule in Flensburg ausgebildet. Ergänzt wurde diese theoretische Unterweisung durch praktische Unterweisung in der Landwirtschaft. Später bewirtschaftete er zeitweise den Hof seines Vaters, bevor er zum Studium der Volkswirtschaft an die Landwirtschaftliche Hochschule zu Berlin und an die Friedrich-Wilhelms-Universität zu Berlin geschickt wurde. Nach dem landwirtschaftlichen Diplomexamen wurde er als Dezernent für Pferdezucht in der Provinz Brandenburg beschäftigt. 
1903 wurde Thomsen als Hilfsarbeiter ins Preußische Ministerium für Landwirtschaft, Domänen und Forsten berufen. 1907 wurde ihm, unter Ernennung zum Regierungsrat und Landesökonomierat, die etatmäßige, landwirtschaftlich-technische Hilfsarbeiterstelle im selben Ministerium übertragen. 1912 erfolgte die Beförderung zum Geheimen Regierungsrat und zum Vortragenden Rat, 1916 die Beförderung zum Geheimen Oberregierungsrat. Nach seiner Versetzung in den Ruhestand am 1. Mai 1920 widmete er sich der Bewirtschaftungen des Hofes seiner Familie. 
Thomsen war mit Emma Arnold verheiratet, ihr gemeinsamer Sohn war der Diplomat Henning Thomsen.
Von 1914 bis 1918 nahm Thomsen als Batterieführer und Abteilungsführer im bayerischen 9. Feldartillerie-Regiment am Ersten Weltkrieg teil.
Politisch betätigte Thomsen sich seit 1919 in der Deutschnationalen Volkspartei (DNVP). Von März 1921 bis zum Mai 1928 saß er als Abgeordneter seiner Partei im Wahlkreis 13 (Schleswig-Holstein) im Reichstag. Außerdem übernahm er den Vorsitz des landwirtschaftlichen Reichsausschusses der DNVP.

## Schriften
- Die Zuchtrichtung in der deutschen Pferdezucht nach den Erfahrungen des Krieges. Vortrag in der Hauptversammlung. der D. L. G. (Septembertagung 1918), Berlin 1918.

| Personendaten    | Personendaten                   |
| ---------------- | ------------------------------- |
| NAME             | Thomsen, Richard                |
| KURZBESCHREIBUNG | deutscher Politiker (DNVP), MdR |
| GEBURTSDATUM     | 25. Oktober 1872                |
| GEBURTSORT       | Struckum                        |
| STERBEDATUM      | 14. Dezember 1932               |
| STERBEORT        | Struckum                        |